# Истерли, Тед
Теодор Харрисон Истерли (англ. Theodore Harrison Easterly, 20 апреля 1885, Линкольн, Небраска — 6 июля 1951, Клирлейк-Хайлендс, Калифорния) — американский бейсболист. Выступал на позициях кэтчера и аутфилдера в составе клубов Главной лиги бейсбола «Кливленд Напс» и «Чикаго Уайт Сокс». Играл за команду Федеральной лиги «Канзас-Сити Пэкерс».

## Биография
Теодор Истерли родился 20 апреля 1885 года в Линкольне в семье плотника Юджина Истерли и его супруги Лоры. Позднее они переехали в Калифорнию. Истерли учился в школе в Уиттиере, там же начал играть в бейсбол. После окончания школы он выступал за полупрофессиональные команды из Сан-Диего и Пасадины. В конце 1907 года он впервые сыграл на профессиональном уровне, проведя одиннадцать матчей в Лиге Тихоокеанского побережья за «Лос-Анджелес Энджелс». Интерес к нему проявлял главный тренер «Чикаго Кабс» Фрэнк Ченс, но клуб запросил за молодого кэтчера высокую цену и переход не состоялся. В 1908 году Истерли сыграл за Энджелс 123 матча, отбивая с эффективностью 30,9 %. В том сезоне он был единственным отбивающим лиги, превысившим отметку в 30,0 %. Осенью борьбу за Истерли вело несколько команд Главной лиги бейсбола. В октябре права на него перешли к «Кливленд Напс».
Весной 1909 года он присоединился к «Напс» на сборах в Мобиле. Зарплата Истерли составила 1 800 долларов за сезон. Его конкурентами за место в составе были ветераны Харри Бемис и Ниг Кларк. Семнадцатого апреля 1909 года Истерли дебютировал в Главной лиге бейсбола, выйдя на замену в матче против «Детройта». На протяжении регулярного чемпионата он делил игровое время с Кларком, но был любимым кэтчером одного из ведущих питчеров команды Сая Янга. В дебютном сезоне он хорошо проявил себя в защите, предотвратив 49 % попыток кражи базы. После завершения чемпионата владелец клуба Чарлз Сомерс, симпатизировавший Истерли, повысил его зарплату на 300 долларов.
По ходу сезона 1910 года Истерли впервые в карьере сыграл на позиции аутфилдера, а также принял участие в матче, завершившемся 500-й победой в карьере Сая Янга. Регулярный чемпионат он завершил с показателем отбивания 30,6 %, заняв седьмое место в лиге. В межсезонье его критиковали за слабую игру в защите на месте кэтчера, газета Dayton Herald назвала Истерли «неудачником». Ходили слухи о его возможном обмене в «Цинциннати Редс». Несмотря на это, чемпионат 1911 года Истерли начал одним из стартовых аутфилдеров «Кливленда». Летом его игровое время сократилось из-за травмы руки, позднее он чаще выходил на поле в роли пинч-хиттера, а в сентябре вернулся на позицию кэтчера. Сезон он завершил с показателем отбивания 32,3 %. В 1912 году «Кливленд» возглавил Харри Дэвис, вернувший Истерли на место основного кэтчера команды. По ходу сезона он эффективно играл на бите, но в августе после серии из семи поражений подряд его обменяли в «Чикаго Уайт Сокс». В новой команде Истерли в первую очередь рассматривали как пинч-хиттера. До конца сезона он сыграл за «Уайт Сокс» в 30 матчах, в 21 из которых выходил на замену. В 1913 году он принял участие в 60 играх команды.
После завершения сезона 1913 года владелец «Уайт Сокс» Чарльз Комиски пытался обменять Истерли в команду Американской ассоциации «Милуоки Брюэрс», но там сочли игрока слишком старым. Сам Истерли, чувствуя, что команда в нём не заинтересована, подписал трёхлетний контракт с клубом Федеральной лиги «Канзас-Сити Пэкерс». В новой команде на месте кэтчера он играл слабо, в 1914 году став худшим в лиге по числу ошибок и пропущенных мячей, но занял третье место с показателем отбивания 33,5 %. В 1915 году, часть которого он пропустил из-за травмы, Истерли отбивал с эффективностью 27,0 %. После окончания сезона Федеральная лига прекратила своё существование. С 1916 по 1920 год он играл в различных командах младших лиг, преимущественно из Калифорнии.
После завершения спортивной Истерли жил в Калифорнии со своей второй супругой Евой. Его сын от первого брака утонул в озере в Уэстлейк-парке в Лос-Анджелесе в 1925 году в возрасте восемнадцати лет. По сохранившимся данным переписи населения в разные годы он был дорожным рабочим и плотником. В феврале 1950 года Истерли перенёс операцию по удалению раковой опухоли, но полностью вылечиться не сумел. Он скончался 6 июля 1951 года в возрасте 66 лет.